# Open Library
Open Library – projekt online mający na celu stworzenie „one web page for every book ever published” [jedną stronę internetową dla każdej opublikowanej książki], z danymi o książkach na licencji CC0, oraz o kodzie źródłowym na licencji AGPLv3. Stworzony przez Aarona Swartza, Brewstera Kahle’a, Alexisa Rossiego, Ananda Chitipothu, oraz Rebeccę Hargrave Malamud, jest projektem Internet Archive, organizacji non-profit. Został częściowo sfinansowany z dotacji Biblioteki Stanowej Kalifornii i Fundacji Kahle/Austin. Open Library udostępnia cyfrowe kopie online w wielu formatach, utworzone z obrazów wielu książek należących do domeny publicznej, o wyczerpanym nakładzie, oraz te w druku.